# Изабелла, графиня Леннокс

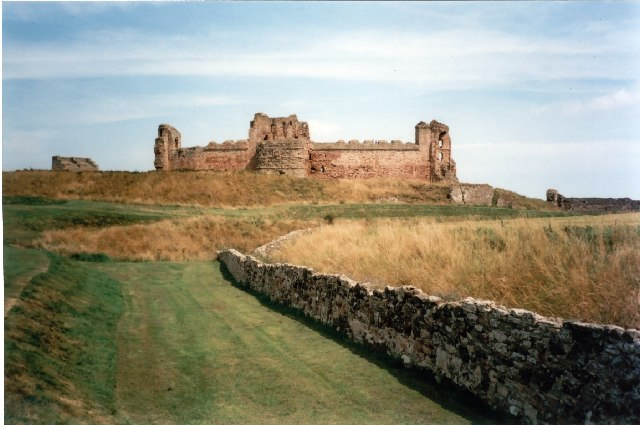
Замок Танталлон, где графиня Изабелла Леннокс провела восемь лет в заключении

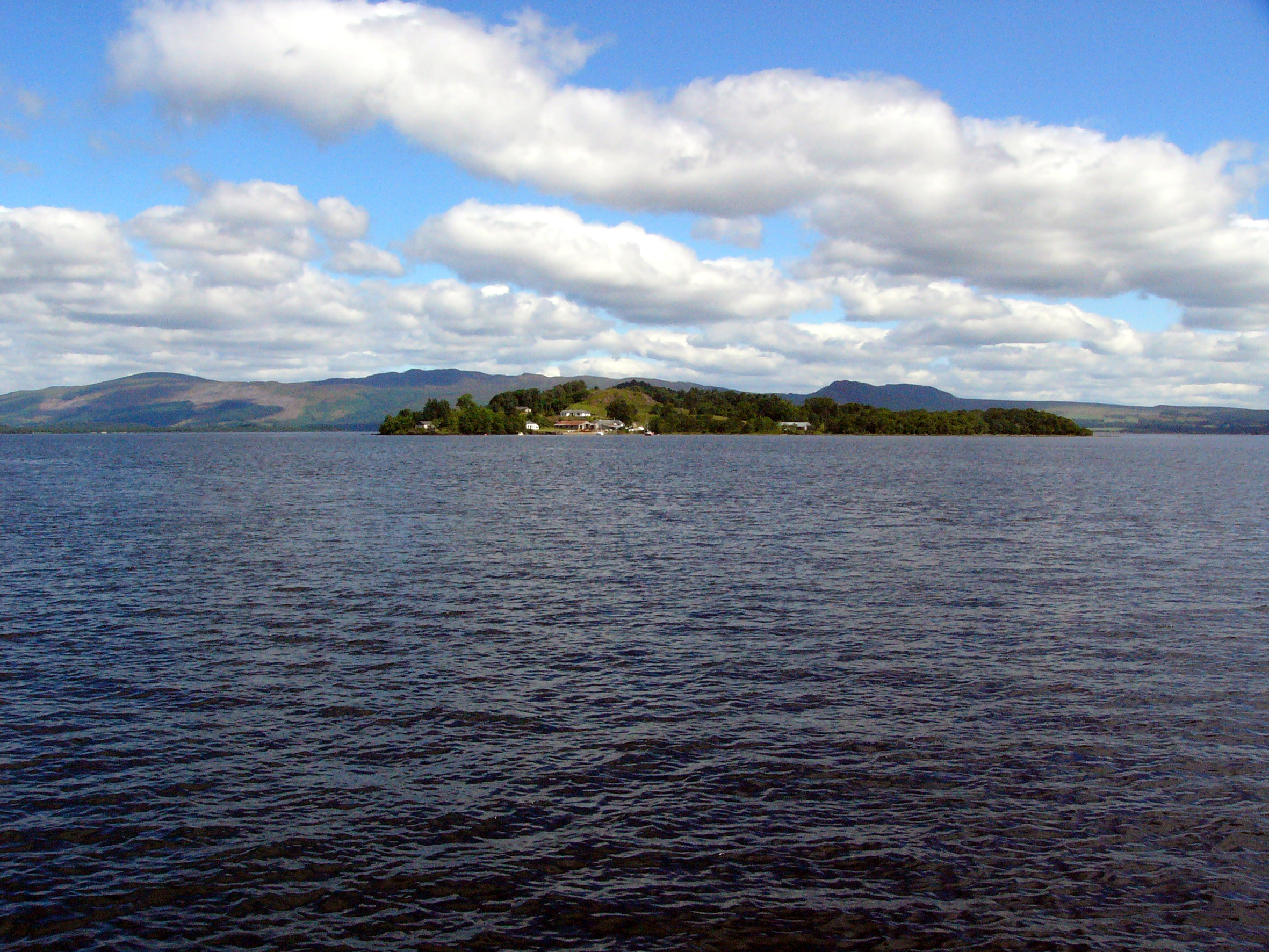
Замок Инчмуррин, Лох-Ломонд, резиденция Изабеллы, откуда она соуществляла управление графством Леннокс

Изабелла Леннокс (англ. Isabella, Countess of Lennox; ум. 1458) — графиня Леннокс (1437—1458), герцогиня-консорт Олбани (1420—1425), последняя представительница дома кельтских графов (мормэров) Леннокса, жена Мердока Стюарта, 2-го герцога Олбани (1362—1425).

## Ранняя жизнь
Изабелла была старшей дочерью Доннахада (Дункана), графа Леннокса (1385—1425), и Елены, дочери сэра Арчибальда Кэмпбелла. Её отец Доннхад заключил союз с Робертом Стюартом, 1-м герцогом Олбани (1340—1420), вторым сыном короля Шотландии Роберта II Стюарта от первого брака с Элизабет Мур. Роберт Стюарт, 1-й герцог Олбани, был фактическим правителем и регентом Шотландии в 1406—1420 годах. В 1392 году Дункан, граф Леннокс, встретился с герцогом Олбани и дал согласие на заключения брака между его старшим сыном Мердоком Стюартом и своей дочерью Изабеллой.
У Мердока и Изабеллы было не менее пяти детей:
- Роберт (ум. 1421)
- Уолтер (ум. 1425)
- Алистер (ум. 1425)
- Джеймс (ум. 1429)
- Изабелла, муж — сэр Уолтер Бьюкенен, 13-й лэрд Бьюкенен.

## Суд 1425 года
В 1425 году Мердок Стюарт, герцог Олбани, Доннхад, граф Леннокс, а также двое сыновей Изабеллы Уолтер и Алистер были обвинены в государственной измене и казнены. Её второй сын, Джеймс Мор Стюарт, поднял восстание против короля, осадил, захватил и сжег город Дамбартон. Был убит сэр Джон Стюарт из Дендональда, дядя короля, но городской замок выстоял. Суд присяжных, состоящий из 21 рыцаря и пэра, приговорил к смертной казни Мердока Стюарта и двух его сыновей. В 1425 году Джеймс Мор Стюарт избежал участи своих отца и братьев, он бежал в Ирландию (город Антрим), где провел остаток своей жизни. Изабелла уцелела после гибели своих мужи и сыновей, но она вынуждена были провести восемь лет в качестве королевской заложницы в замке Танталлон. Её спасшийся сын, Джеймс Мор Стюарт скончался в 1429 году в изгнании в Ирландии.

## Смерть Якова I
В феврале 1437 года король Шотландии Яков I Стюарт был убит заговорщиками в Перте. Во главе заговора находился его дядя и бывший союзник, Уолтер Стюарт, граф Атолл. Последний был среди судей, которые приговорили мужа и сыновей Изабеллы к смерти за измену. Новым королем Шотландии был провозглашен шестилетний Яков II, сын убитого монарха. В марте 1437 года Уолтер Стюарт, граф Атолл, и его сообщники были арестованы и казнены в Эдинбурге.

## Восстановление титула и владений
В 1437 году Изабелла была освобождена из заключения, её вернули отцовские земли (графство Леннокс). В ближайшие годы Изабелла управляла своим доменом из замка Инчмаррин на озере Лох-Ломонд. Она издала большое количество грамот и пользовалась популярностью в провинции Леннокс. Через некоторое время после освобождения Изабелла добилась возвращения своих маленьких внуков, детей Джеймса Мора Стюарта, которые воспитывались в замке Инчмаррин.

## Смерть и наследие
В 1458 году после смерти Изабеллы графство Леннокс было включено в состав королевского домена. Ни один из четырёх сыновей Изабеллы не пережил свою мать.